# جيجي حزيمة
جيجي حزيمة (مواليد 15 فبراير 1982 في مكة المكرمة، المملكة العربية السعودية) مخرجة سينمائية سعودية. عملها الأبرز فيلم «هو ينتمي لنا».
سافرت جيجي إلى إنجلترا عام 2002 من أجل الدراسة، وحصلت على ماجستير في صناعة الأفلام من جامعة كينغستون. شاركت في تأسيس شركة الإنتاج الخاصة بها، Look At The Wall Productions، في عام 2013.
كان أول فيلم طويل لها هو «هو ينتمي لنا» في 2017، الذي كان موقع تصويره في مدينة نيويورك. اُختير فيلم «هو ينتمي لنا» في العديد من المهرجانات السينمائية، بما في ذلك مهرجان Newfilmmakers NY في عام 2018، وعُرض في العديد من دور السينما المستقلة.
فيلمها الثاني " مكان مهجور" (2020)، من تأليفها وإخراجها. وتم تصويره في مدينة نيويورك وفيلادلفيا، ومن المقرر إطلاقه في أواخر عام 2020.

## أفلام
- عيد ميلاد سعيد (قصير)
- نافذة (قصيرة)
- الكبار الصغار (قصيرة)
- سترة زرقاء (قصيرة)
- لاعب شطرنج (فيلم وثائقي قصير)
- «هو ينتمي لنا» (طويل)
- هذا المكان المهجور (طويل)

## روابط خارجية
- جيجي حزيمة على موقع IMDb (الإنجليزية)
- جيجي حزيمة في قاعدة بيانات الأفلام على الإنترنت